# Dragon Ball Kai
Dragon Ball Kai (ドラゴンボール改?, Doragon Bōru Kai) è un anime di 159 episodi ideato per celebrare il 20º anniversario dalla prima trasmissione di Dragon Ball Z in Giappone, avvenuta nell'aprile del 1989. Questa nuova serie è stata creata a partire dal vecchio anime Dragon Ball Z, restaurato in HD e a cui sono state apportate delle modifiche consistenti; la lettera ‘Z’ nel titolo è stata difatti sostituita con la parola ‘Kai’ che significa revisionato/modificato.
I primi 98 episodi sono andati in onda sul canale Fuji TV dal 5 aprile 2009, ogni domenica mattina alle 9:00, prima dell'anime One Piece, fino al 27 marzo 2011 (con cui si concluse con il 97 mentre il 98 fu distribuito in DVD come extra solo ad agosto). Questi episodi coprono la serie fino all'arco di Majin Bu.
Dopo tre anni di sospensione venne annunciato che la serie sarebbe ripresa dall'arco di Majin Bu (cioè l'ultimo arco narrativo di Dragon Ball Z), dal 6 aprile 2014 sempre sullo stesso canale e alla stessa ora riprendendo dall'episodio 99, quest'ultima parte si è conclusa con la trasmissione in TV dell'episodio 159, l'ultimo della serie, il 28 giugno 2015.

## Episodi
Dragon Ball Kai segue con grande fedeltà la storia originale del manga Dragon Ball creato nel 1984 dal mangaka Akira Toriyama. Per rendere possibile ciò sono stati, dunque, tolti i cosiddetti episodi "filler", episodi non tratti dal manga, ma creati dalla casa produttrice (in questo caso Toei Animation) e dal Bird Studio di Akira Toriyama (spesso con il suo prezioso contributo), per dare all'autore il tempo necessario alla creazione di nuovi capitoli che sarebbero poi stati trasformati in episodi televisivi; tra di essi ricordiamo "Il Robot", "Scuola-guida" e i due mini-archi di Garlic Jr. e del grande torneo dell'aldilà. Oltre a eliminare gli anime original riempitivi Toei Animation ha deciso anche di accorciare i combattimenti e i lunghi discorsi prima delle battaglie nell'intento di avere un anime più scorrevole e fedele all'opera originale. 
Si annunciò che Dragon Ball Kai sarebbe durato non più di cento episodi contro i 291 di Dragon Ball Z. Questa teoria sembrava essere smentita dal fatto che con l'arco di Freezer si erano superati i cinquanta episodi e che sarebbe stato impossibile arrivare alla conclusione dell'arco di Majin Bu con meno di cento episodi; tuttavia la serie fu interrotta alla fine dell'arco di Cell con 98 episodi, confermando l'idea originale (coprendo però solo i primi 199 episodi della storia di Z). A partire dal 6 aprile 2014 la serie riprende con l'arco di Majin Bu superando, quindi, i cento episodi. Per l'ultima parte di Bu (che copre gli episodi 200-291 di Z) furono prodotti 69 episodi per il mercato internazionale, ma per la trasmissione in Giappone si decise di tagliare numerose scene riempitive conservate nella versione internazionale in modo da ridurre a 61 il numero di episodi. 
Rispetto al progetto iniziale l'arco di Majin Bu ha molti meno tagli, conservando diverse scene riempitive non tratte dal manga, tra cui alcune scene degli inferi, dove si vedono i malvagi precedentemente sconfitti (cosa che va in contraddizione con quanto detto nella serie) e i due guardiani Gozu e Mezu che fanno riferimento a quando Goku cadde dal serpentone, anche se nel Kai quell'episodio originale dell'anime non fu incluso. Nella versione internazionale, trasmessa per esempio negli Stati Uniti, furono conservati persino due episodi interamente filler (episodi 204 e 288 di Dragon Ball Z) che furono tagliati, insieme a diverse altre scene riempitive, nella versione trasmessa in Giappone che per questo motivo ha soli 61 episodi contro i 69 della versione internazionale.
La trasmissione di Dragon Ball Kai, una volta terminata il 28 giugno 2015, viene sostituita dal 5 luglio 2015 dal nuovo seguito del brand Dragon Ball Super. 

## Nuove animazioni

I personaggi disegnati con le nuove animazioni. Da sinistra verso destra: Vegeta, Tenshinhan, Yamcha, Crilin, Goku, Gohan, Piccolo e Trunks. Sullo sfondo Shenron e Polunga.

Oltre alla rimasterizzazione degli episodi dell'originale Dragon Ball Z in alta definizione sono state create nuove animazioni per le sigle di apertura e di chiusura, che cambiano in base all'arco narrativo in corso. Stesso discorso vale per gli eyecatch, i quali cambiano durante il corso della storia sottolineando periodi e avvenimenti: nella vecchia serie, invece, vi era un Gohan di quattro anni che salta al collo del padre Goku, scena ripetuta per ben 194 episodi e, quindi, totalmente fuori contesto per la maggior parte delle volte in cui è stata utilizzata. Sono, inoltre, andati in onda, su Fuji TV, piccoli spot pubblicitari dopo le sigle di apertura e chiusura con l'immagine monocromatica di un personaggio e la sua voce, oltre a vari promo di intermezzo tra Dragon Ball Kai e One Piece (che venivano trasmessi uno dopo l'altro nel blocco Dream 9 della domenica mattina), raffiguranti i protagonisti dell'uno e dell'altro anime che raccomandano ai telespettatori di rimanere sintonizzati sulla rete.

## Episodio extra
Prima che la trasmissione della serie venisse sospesa nel marzo 2011, erano stati pianificati 98 episodi. Il 98º episodio, il cui titolo era anche presente nella guida TV e sul sito ufficiale della serie, è stato cancellato dal palinsesto in seguito al terremoto del 2011 che fece slittare Dragon Ball Kai di una settimana. Inizialmente era previsto che l'episodio 98 andasse in onda semplicemente una settimana più tardi; tuttavia, qualche settimana prima della conclusione, il 97° fu annunciato come episodio finale e la serie venne sostituita dall'anime di Toriko come preannunciato da mesi. L'episodio 98, perciò, è stato trasformato in un extra, inserito in DVD, che è stato pubblicato il 2 agosto 2011 in Giappone. Con la ripresa nel 2014 della serie, questo episodio extra ha riottenuto la numerazione originaria, infatti l'arco di Majin Bu inizia con la puntata 99.

## Doppiaggio originale
Per alcuni personaggi si è dovuto ricorrere a nuovi doppiatori in quanto i precedenti sono deceduti o non più in carriera.
★ = Nuovo doppiatore.
- Bardack = Masako Nozawa (野沢雅子?)
- Son Goku = Masako Nozawa (野沢雅子?)
- Son Gohan = Masako Nozawa (野沢雅子?)
- Piccolo = Toshio Furukawa (古川登志夫?)
- Crilin = Mayumi Tanaka (田中真弓?)
- Yajirobei = Mayumi Tanaka (田中真弓?)
- Vegeta = Ryō Horikawa (堀川りょう?)
- Trunks = Takeshi Kusao (草尾毅?)
- Yamcha = Tōru Furuya (古谷徹?)
- Tenshinhan★ = Suzuoki Hirotaka (鈴置洋孝?) ➝ Hikaru Midorikawa (緑川光?)
- Jiaozi = Hiroko Emori (江森浩子?)
- Genio delle tartarughe★ = Hiroshi Masuoka (増岡弘?) ➝ Masaharu Satō (佐藤正治?)
- Tartaruga di mare★ = Daisuke Gouri (郷里大輔?) ➝ Takahiro Fujimoto (藤本たかひろ?)
- Chichi = Naoko Watanabe (渡辺菜生子?)
- Stregone del Toro★ = Daisuke Gouri (郷里大輔?) ➝ Ryūzaburō Ōtomo (大友龍三郎?)
- Bulma = Hiromi Tsuru (鶴ひろみ?)
- Pual = Naoko Watanabe (渡辺菜生子?)
- Olong = Naoki Tatsuta (龍田直樹?)
- Baba = Mayumi Tanaka (田中真弓?)
- Enma = Daisuke Kyouri (郷里大輔?)
- Karin = Ichirō Nagai (永井一郎?)
- Mr.Popo★ = Yasuhiko Kawatsu (川津泰彦?)
- Dio = Takeshi Aono (青野武?)
- Shenron = Kenji Utsumi (内海賢二?)
- Bubble = Takahiro Fujimoto (藤本たかひろ?)
- Re Kaio = Jōji Yanami (八奈見乗児?)
- Dende = Aya Hirano (野綾?)
- Moori★ = Ryouichi Tanaka (田中亮?)
- Nail★ = Taiten Kusunoki (楠大典☆?)
- Polunga★ = Daisuke Kyouri (郷里大輔?) ➝ Ryūzaburō Ōtomo (大友龍三郎?)
- Radish = Shigeru Chiba (千葉繁?)
- Nappa = Shōzō Iizuka  (?) ➝ Tetsu Inada (ナ稲田徹?)
- Zarbon★ = Shō Hayami (速水奨?) ➝ Akira Miurashou (三浦祥朗?)
- Dodoria★ = Hori Yukitoshi (堀之紀?) ➝ Takashi Nagasako (長嶝高士?)
- Guldo★ = Shioya Kōzō (塩屋浩三?) ➝ Yasuhirō Takato (高戸靖広?)
- Rikoom★ = Kenji Utsumi (内海賢二?) ➝ Seiji Sasaki (佐々木誠二?)
- Butter★ = Kishino Yukimasa (岸野幸正?) ➝ Masaya Onosaka (小野坂昌也?)
- Jeeth★ = Kazumi Tanaka (田中和実?) ➝ Daisuke Kishio (岸尾だいすけ?)
- Ginew★ = Hori Hideyuki (堀秀行?) ➝ Katsuyuki Konishi (小西克幸?)
- Freezer = Ryūsei Nakao (中尾隆聖?)
- Re Cold★ = Ryūzaburō Ōtomo (大友龍三郎?)
- Dottor Gelo = Kōji Yada (矢田耕司?)
- Androide 19 = Yukitoshi Hori (堀之紀?)
- Androide 18 = Miki Itō (伊藤美紀?)
- Androide 17 = Shigeru Nakahara (中原茂?)
- Cell = Norio Wakamoto (若本規夫?)

## Colonna sonora
Per Dragon Ball Kai sono state fatte nuove musiche di apertura (opening song), di chiusura (ending song) e di sottofondo (BGM - Background music). Da notare inoltre che, con grande sorpresa, le nuove canzoni non sono state assegnate a Hironobu Kageyama, ma a cantanti più giovani e con fama minore.
- Musica di apertura "Dragon Soul" (ドラゴンボール そる?, Doragon Soru), composta da Shigeru Yuriko (森由里子?, Yuriko Shigeru) e cantata da Takayoshi Tanimoto (谷本 貴義?, Tanimoto Takayoshi).
- Prima musica di chiusura (usata dall'episodio 1 al 54) "Yeah! Break! Care! Break!" (ヤブレカブレ?, Ya bure Ka bure), composta da Shigeru Yuriko (森由里子?, Yuriko Shigeru) e cantata da Takayoshi Tanimoto (谷本 貴義?, Tanimoto Takayoshi).
- Seconda musica di chiusura (usata a partire dall'episodio 55) "Wings of the Heart" (心の羽根?, Kokoro no hane), composta da Yasushi Akimoto (秋元康?, Akimoto Yasushi) e cantata dal noto coro femminile Dragon Team.
- L'intera colonna sonora è stata composta dal compositore e musicista Kenji Yamamoto, il quale ha preso il posto di Shunsuke Kikuchi, notissimo compositore di fama internazionale.

In Dragon Ball Kai, le musiche sono state realizzate ad hoc per ogni arco mentre in Dragon Ball Z, dopo la composizione di Shunsuke Kikuchi di circa cinquanta tracce appositamente composte per i primi 194 episodi e di circa trenta tracce per i restanti, sono state utilizzate quelle dei tredici film, spesso ripetute, tagliate e riadattate.
A causa di una violazione dei diritti di un terzo o terzi gruppi non identificati, riscontrata nelle composizioni di Yamamoto e confermata dalla Toei, la produzione ha dovuto sostituire le tracce audio con le vecchie BGM di Kikuchi di Dragon Ball Z, in quelli che nel periodo erano gli ultimi tre episodi della serie (le puntate dal 96 al 98).
Dall'episodio 99 la serie gode di un nuovo comparto musicale a opera di Norihito Sumitomo, che aveva già firmato le musiche del film Dragon Ball Z: La battaglia degli dei (2013).

### Album
Tutti i testi e buona parte delle tracce sonore sono disponibili in diversi dischi pubblicati già dal maggio 2009.
- Dragon Soul
- Yeah! Break! Care! Break!
- Dragon Ball Kai Vol. 1 Limited Edition OST
- Dragon Ball Kai Song Collection
- Dragon Ball Kai Vol. 2 OST
- Wings of the Heart
- Dragon Ball Kai Soundtrack III & Songs

## Edizioni home video
In Giappone, la Toei Animation ha prodotto e messo in commercio tutti gli episodi della serie nelle versioni DVD e Blu-ray Disc.

## Videogiochi
- Dragon Ball Kai: Saiyajin Raishuu (lett. L'Invasione dei Saiyan) per Nintendo DS.[8]
- Dragon Ball Kai: Ultimate Butoden

## Differenze con la versione originale
- Nel primo episodio, sono stati aggiunti sei minuti di scene tratte dello special TV Dragon Ball Z: Le origini del mito, dove si vede Freezer distruggere il pianeta Vegeta. Segue poi, un veloce riassunto degli eventi narrati in Dragon Ball.
- Molti dialoghi sono stati riadattati rispetto a quelli di Dragon Ball Z.
- Sono state tagliate alcune scene tratte dal manga, ma solo agli inizi (per esempio Muten e Crilin che si offrono per aiutare Goku a sconfiggere Radish), mentre altre non tratte dal manga sono state lasciate, anche se, spesso, accorciate di molto. Per esempio, nella prima puntata, la scena di Gohan che si perde nel bosco, che nell'originale durava praticamente un episodio intero, è stata ridotta a soli 2-3 minuti oppure negli episodi 43-44, quando Bulma e Ginew ranocchio si scambiano di corpo.
- Nell'episodio 88, sono state completamente tagliate le vicende riguardanti il futuro da cui proviene Trunks (scene dalle quali è stato, poi, creato il 2º TV special intitolato La storia di Trunks), passando direttamente al combattimento tra Cell e Goku.
- Le parti riguardanti i combattimenti sono state accorciate, rendendoli più fedeli alle scene e alla durata nel manga.

### Censure
Rispetto all'originale Dragon Ball Z sono state applicate alcune censure per rendere Kai maggiormente adatto a un pubblico più giovane e renderne possibile la trasmissione nel blocco Dream 9 su Fuji TV, la domenica mattina alle 9:00:
- Sono state censurate scene di violenza rimuovendo il sangue, per esempio, quando il Makankosappo di Piccolo trafigge Radish e Goku uccidendoli.
- Il gesto del dito medio fatto da Vegeta (su Namek rivolto a Gohan), da Mr. Satan (indirizzato a Cell prima del Cell Game) e da Super Bu (dopo avere assorbito Vegeth), è stato modificato in un pugno chiuso (gesto volto a indicare forza e superiorità rispetto a colui al quale è rivolto il gesto).
- L'attacco di Freezer a Crilin, con cui questo viene trafitto da uno dei corni del malvagio, è stato fortemente tagliato: nell'originale Crilin, dopo essere stato trafitto, viene ripetutamente sbattuto e torturato da Freezer, con schizzi di sangue che cadono persino sul volto di Vegeta.
- Quando Freezer uccide Vegeta, il conato di sangue è stato rimosso. Nella serie Kai, infatti, Vegeta viene sentito emettere un conato, ma senza che ne esca il sangue.
- È stata tagliata la scena in cui Trunks, colpito a morte da Cell, vomita grandi quantità di sangue.
- Quando Gohan viene colpito al braccio da Cell nel tentativo di salvare Vegeta, il sangue colante finito sul terreno è stato tagliato mostrando solamente l'arto ferito.
- Nell'arco di Majin Bu, due uomini, convinti che ormai il mondo stia per finire, si danno alla "pazza gioia" compiendo una serie di crimini efferati per puro divertimento; molti di essi sono stati notevolmente scorciati e uno (l'uccisione senza alcun motivo di una anziana e di lì a poco del marito disperato, tramite un fucile da cecchino) completamente tagliato. Di conseguenza, i dialoghi che introducono i due personaggi e ne spiegano le motivazioni sono stati rivisti.